# Idzikowice (powiat poddębicki)
Idzikowice – wieś w Polsce w województwie łódzkim, w powiecie poddębickim, w gminie Dalików.
W latach 1975–1998 miejscowość należała administracyjnie do województwa sieradzkiego.
We wsi znajduje się prywatna galeria Aleksego Matczaka mająca charakter niewielkiego skansenu. Prezentowane są obrazy i rzeźby twórcy, wykonane w glinie, drewnie i kamieniu, a przedstawiające człowieka, przyrodę, sceny biblijne i historyczne.
Liczba mieszkańców we wsi Idzikowice w roku 2011 wynosiła 119.